# Unai Emery
Unai Emery Etxegoien (tiếng Basque: [uˈnai eˈmeɾi etʃeˈɣojen]; sinh ngày 3 tháng 11 năm 1971) là một cựu cầu thủ và huấn luyện viên người Tây Ban Nha. Hiện tại ông đang dẫn dắt cho Aston Villa tại Premier League.
Ông chủ yếu thi đấu cho Segunda División của Tây Ban Nha, trở thành huấn luyện viên năm 2005, bắt đầu với Lorca và Almería trước khi trải qua bốn năm với Valencia và dẫn dắt đội tới ba trận chung kết thứ ba tại La Liga. 
Sau một khoảng thời gian ngắn tại Spartak Moscow, Emery chuyển sang Sevilla năm 2013, và dẫn dắt câu lạc bộ ba chiến thắng Europa League liên tiếp trước khi chuyển sang Paris Saint-Germain năm 2016, nơi anh đã giành được ba danh hiệu trong năm đầu của mình.

## Tiểu sử
Sinh ra tại Hondarribia, Gipuzkoa, xứ Basque. Cha và ông nội của ông, có tên lần lượt là Juan và Antonio tương ứng, cũng là những cầu thủ bóng đá, cả hai đều là thủ môn. Ông của anh chơi cho một số câu lạc bộ ở giải hạng 2, trong khi sau này cạnh tranh với Real Unión trong giải đấu hàng đầu. Chú của Emery, Román, từng là một trung vệ.
Emery là một trung vệ cánh trái của đội trẻ của Real Sociedad, nhưng không bao giờ thực sự chơi ở đội bóng đầu tiên (24 tuổi anh đã chơi trong năm trận La Liga, bàn thắng trong trận Albacete Balompie trong một chiến thắng 8-1 nhà). Sau đó, ông trở lại sự nghiệp của mình chủ yếu ở Segunda División.
Anh đã giải nghệ ở Lorca Deportiva CF Lúc 32 tuổi, sau một mùa giải ở Segunda División B

## Sự nghiệp huấn luyện viên

### Lorca và Almería
Khi bị chấn thương nặng ở đầu gối khi đang chơi cho Lorca ở mùa giải 2004-05, Emery được chủ tịch câu lạc bộ đề nghị ngồi vào vị trí huấn luyện viên còn trống và ngay lập tức đã giúp câu lạc bộ thăng hạng lên giải hạng nhì lần đầu tiên trong lịch sử , cùng với đó là đánh bại Málaga ở Cúp Nhà vua Tây Ban Nha. Trong mùa thứ hai của mình, mùa đầu tiên của Lorca ở giải hạng hai, đội đã kết thúc ở vị trí thứ năm với 69 điểm, chỉ năm điểm kém hơn đội xếp đầu . Họ bị xuống hạng trong mùa giải sau, sau sự ra đi của huấn luyện viên.
Emery sau đó chuyển đến Almería ở Segunda División  và giúp đội bóng thăng hạng lên La Liga năm 2007 . Đội bóng xứ Andalucía đã kết thúc với vị trí thứ tám ở La Liga vào mùa 2007-08 . Điều này thúc đẩy một cuộc di chuyển đến Valencia, nơi ông kế vị Ronald Koeman là huấn luyện viên .

### Valencia
Trong mùa giải đầu tiên của mình với bầy dơi, Emery đã dẫn dắt đội bóng đến vị trí thứ sáu chung cuộc đồng nghĩa với một suất dự Europa League mùa sau mặc dù vấn đề tài chính nghiêm trọng của câu lạc bộ. Đội bóng đã vào đến vòng 1/16 trong cúp UEFA thua 3-3 trước Dynamo Kyiv, vào tứ kết của Copa del Rey gặp Sevilla.
Trong mùa giải 2009–10, Emery giúp Valencia đứng ở vị trí thứ ba để trở lại UEFA Champions League sau hai năm. Trong mùa giải Europa League, họ thua trong trận tứ kết trước nhà vô địch năm đó Atlético Madrid và thua Deportivo với tổng tỉ số 3-4 ở cúp quốc gia; vào tháng 5 năm 2010, ông đã gia hạn hợp đồng thêm một năm nữa .
Mùa giải 2010-11 bắt đầu mà không có David Villa và David Silva đã được bán cho Barcelona và Manchester City. Mặc dù vậy, Emery đã thắng 5 trong 6 trận đầu tiên (một trận hòa), bắt đầu chiến dịch tại Champions League với chiến thắng 4-0 ở Thổ Nhĩ Kỳ trong trận đấu với Bursaspor , sau đó bị loại ở vòng 1/8 trước Schalke 04 và đồng thời cũng bị loại ở vòng 1/8 Copa del Rey bởi Villarreal. Ở giải vô địch quốc gia, đội xếp thứ ba, do đó tiếp tục được tham dự Champions League mùa sau.
Emery rời câu lạc bộ vào tháng 6 năm 2012, sau khi lặp lại vị trí của giải 2011-12.

### Spartak Moscow
Vào ngày 13 tháng 5 năm 2012, Leonid Fedun, chủ của đội Nga Spartak Moscow, đã công bố Emery là huấn luyện viên câu lạc bộ trong hai mùa giải sau. Vào ngày 25 tháng 11, anh bị sa thải sau một loạt các kết quả tồi tệ, trận thua 1-5 trận derby trước Dynamo Moscow.

### Sevilla

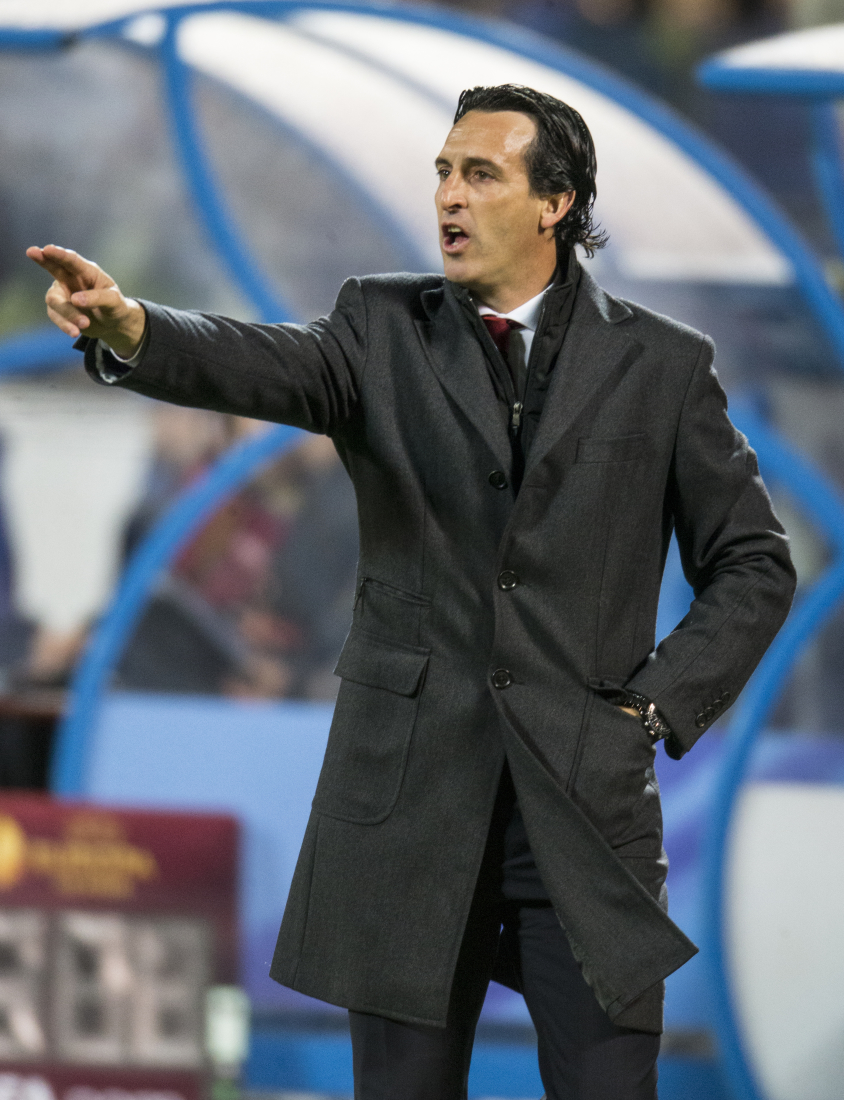
Emery với Sevilla năm 2015

Emery trở lại Tây Ban Nha vào ngày 14 tháng 1 năm 2013, thay thế cho Míchel ngồi vào ghế huấn luyện của Sevilla . Ông giúp câu lạc bộ cán đích thứ năm ở mùa giải đầu tiên và ngày 14 tháng 5 năm 2014, câu lạc bộ đã giành chức vô địch UEFA Europa League sau khi đánh bại Benfica trên chấm phạt đền .
Sau khi hoàn thành mùa giải 2014-15 ở vị trí thứ năm, Emery lại giành Europa League sau khi đánh bại Dnipro Dnipropetrovsk , do đó đủ điều kiện tham dự Champions League mùa sau . Chiến thắng đồng nghĩa với việc Sevilla đã trở thành câu lạc bộ thành công nhất trong lịch sử UEFA Cup / Europa League với bốn danh hiệu  và ông đã gia hạn hợp đồng thêm một năm vào ngày 5 tháng 6 năm 2015, sau khi ông nhận được sự quan tâm từ West Ham United và Napoli .
Mùa giải 2015-16, Sevilla đứng ở vị trí thứ bảy, đã chơi các trận chung kết của giải quốc nội với một số đội dự bị và cầu thủ trẻ sau khi đội khẳng định sự có mặt của họ trong trận chung kết Europa League. Vào ngày 18 tháng 5 năm 2016, sau khi kết thúc hiệp 1 với tỷ số 0-1, bàn thắng của Kévin Gameiro và một cú đúp của Coke đã mang lại chiến thắng 3-1 trước Liverpool tại St Jakob-Park.
Vào ngày 12 tháng 6 năm 2016, sau khi Emery bày tỏ mong muốn rời khỏi Sevilla, câu lạc bộ tuyên bố họ sẽ chia tay nhau.

### Paris Saint-Germain
Vào ngày 28 tháng 6 năm 2016, Emery đã ký thỏa thuận hai năm với sự lựa chọn của một phần ba để thành công Laurent Blanc tại Paris Saint-Germain. Trong trận đấu đầu tiên của ông phụ trách, vào ngày 6 tháng 8, đội của ông đánh bại Lyon 4-1 ở Áo để nâng Trophée des Champions.
Emery dẫn PSG tới vị trí thứ hai trong bảng xếp hạng của Champions League, sau Arsenal. Trong vòng knock-out đầu tiên họ đánh bại Barcelona 4-0 tại Sân vận động Công viên các Hoàng tử, chỉ để thua 1-6 tại Tây Ban Nha và sau đó bị loại. Vào ngày 1 tháng 4, anh giành danh hiệu thứ hai tại Les Rouge-et-Bleu với chiến thắng 4-1 trước Monaco trong trận chung kết của Coupe de la Ligue.

### Arsenal
Thời kỳ nhận lời về dẫn dắt Arsenal, Arsenal không thể chen chân vào Top 4 EPL, ngay sau đó BLĐ Arsenal đã sa thải ông và mời cựu Tiền vệ Arteta thay thế

## Danh hiệu

### Huấn luyện viên
Sevilla
- UEFA Europa League: 2013–14, 2014–15, 2015–16

#### Paris Saint-Germain
- Ligue 1: 2017–18
- Coupe de France: 2016–17, 2017–18
- Uefa Super League: 2016–17, 2017–18

#### Villarreal
- UEFA Europa League : 2020–21

Cá nhân
- Miguel Muñoz Trophy (Segunda División): 2005–06, 2006–07
- La Liga Manager of the Month: March 2014, January 2015
- European Coach of the Season: 2013–14
- UNFP Manager of the Year: 2017–18